# رودخانه اوگوئه
رودخانه اوگوئه (به لاتین: Ogooué River) یک رود در جمهوری کنگو است که در جمهوری کنگو واقع شده‌است.